# 赤坂見附前田病院
医療法人社団友仁会 赤坂見附前田病院（いりょうほうじんしゃだんゆうじんかい あかさかみつけまえだびょういん）は、東京都港区元赤坂にある病院である。旧前田外科病院。元赤坂胃腸科クリニック（2001年開設）、前田病院附属東洋クリニック（2005年設立）という二つの診療所を併設する。

## 沿革と特徴
1927年、「前田外科病院」として東京・伝馬町（現在の港区赤坂）に開設された。1981年、地上9階建ての現病院が完成。病床は全61床のうち30床が個室であり、1床は特別個室である。
病院では現在、外科以外にも整形外科や眼科などの診療も行われており、1998年には病院の名称からも「外科」が外され、「前田病院」に改称されている。現在、院長は創設者の曾孫・前田祐助（慶應義塾大学医学部・2011年卒）が務める。

### 歴代院長
- 初代：前田友助 - 1887年7月25日、愛知県生まれ。1912年に東京帝国大学医学部卒業。1921年に慶應義塾大学整形外科の初代教授に就任。日本外科学会名誉会長。1975年7月3日、前立腺癌のため死去（享年87歳）。
- 2代目：昭二 - 1927年生まれ。兄・弘一の戦死に伴い、成城学園理科へ転じて慶應義塾大学医学部卒業。
- 3代目：京助 - 北里大学医学部卒業。
- 4代目：祐助 - 京助の二男。慶應義塾高等学校を経て、慶應義塾大学医学部卒業。

元日本医師会会長の武見太郎や、元フジテレビアナウンサーの逸見政孝らの癌手術も行われた。

## 医療機関の指定等
- 保険医療機関
- 身体障害者福祉法指定医の配置されている医療機関
- 生活保護法指定医療機関

## 交通アクセス
- 東京メトロ赤坂見附駅B出口より徒歩3分
- 東京メトロ永田町駅6番出口より徒歩5分
- JR中央線四ツ谷駅より徒歩12分